# 露丝·赖利
露丝·艾伦·赖利·亨特（英語：Ruth Ellen Riley Hunter，1979年8月28日—）生于堪萨斯州兰森，是一名美国前女子篮球运动员。她在1997年至2001年间代表圣母大学女子篮球队参加校际比赛。2001年，她参加WNBA选秀，结果排名第5顺位，被迈阿密太阳神选中。2004年，她入选雅典奥运美国女子篮球队阵容，并随队获得金牌。2014年6月，赖利宣布结束运动生涯。